# Liste der Kulturdenkmäler in Wörrstadt-Rommersheim
In der Liste der Kulturdenkmäler in Wörrstadt-Rommersheim sind alle Kulturdenkmäler des rheinland-pfälzischen Stadtteils Rommersheim von Wörrstadt aufgeführt. Grundlage ist die Denkmalliste des Landes Rheinland-Pfalz (Stand: 25. März 2025).

## Denkmalzonen
| Bezeichnung                    | Lage                                   | Baujahr | Beschreibung                              | Bild                           |
| ------------------------------ | -------------------------------------- | ------- | ----------------------------------------- | ------------------------------ |
| Denkmalzone Jüdischer Friedhof | westlich des Ortes; Flur Steinbiß Lage | ab 1868 | neun Grabsteine, bezeichnet 1868 bis 1909 | weitere Bilder Fotos hochladen |

## Einzeldenkmäler
| Bezeichnung          | Lage                                            | Baujahr                            | Beschreibung | Bild                           |
| -------------------- | ----------------------------------------------- | ---------------------------------- | --- | ------------------------------ |
| Rathaus              | Am Rathaus 2 Lage                               | nach 1585                          | ehemaliges Rathaus; Fachwerkbau, teilweise massiv, Hallenerdgeschoss, bald nach 1585 (datiert), Veränderung im 18. Jahrhundert; platz- und ortsbildprägend | weitere Bilder Fotos hochladen |
| Evangelische Kirche  | Hauptstraße 8 Lage                              | 1733–51                            | Das heutige Kirchengebäude, ein gedrungener, dreiseitig geschlossener Saalbau, wurde von 1733 bis 1751 errichtet. Es hat ein Walmdach und einen achteckigen Dachreiter. Die Portale verfügen über Sprenggiebel, die Kanzel ist auf einer Steinsäule angebracht. Die Ausmalung um 1900 wurde rekonstruiert. | weitere Bilder Fotos hochladen |
| Hofanlage            | Hauptstraße 11 Lage                             | Mitte des 18. Jahrhunderts         | Hakenhof; barockes Wohnhaus, teilweise Zierfachwerk, Mitte des 18. Jahrhunderts | weitere Bilder Fotos hochladen |
| Wohnhaus             | Hauptstraße 23a Lage                            | 18. Jahrhundert                    | barockes Fachwerkhaus, teilweise massiv, 18. Jahrhundert | BW                             |
| Wohnhaus             | Hauptstraße 30/32 Lage                          | 17. oder 18. Jahrhundert           | barockes Fachwerkhaus, teilweise massiv, 17. oder 18. Jahrhundert, eingeschossiger Anbau wohl aus dem 19. Jahrhundert | weitere Bilder Fotos hochladen |
| Wohnhaus             | Kegelbahnstraße 1 Lage                          | zweite Hälfte des 18. Jahrhunderts | spätbarockes Fachwerkhaus, teilweise massiv, Krüppelwalmdach | Fotos hochladen                |
| Wohnhaus             | Kegelbahnstraße 8 Lage                          | 1783                               | barockes Fachwerkhaus, teilweise massiv, bezeichnet 1783, 1882 verändert | weitere Bilder Fotos hochladen |
| Hofanlage            | Kegelbahnstraße 10 Lage                         | 18. Jahrhundert                    | Dreiseithof; barockes Fachwerkhaus, teilweise massiv, 18. Jahrhundert | weitere Bilder Fotos hochladen |
| Hofanlage            | Mittelgasse 1 Lage                              | 1584                               | Hakenhof; Wohnhaus, teilweise Fachwerk, bezeichnet 1584; Fachwerkscheune, bezeichnet 1664 | weitere Bilder Fotos hochladen |
| Wasserbehälter       | östlich des Ortes; Flur Auf dem Lippenborn Lage | 1905                               | Bossenquadertypenbau, Jugendstil, bezeichnet 1905 | weitere Bilder Fotos hochladen |
| Eichlocher Feldkreuz | südöstlich des Ortes; Flur Auf dem Somborn Lage | um 1600                            | spätgotisch; drei Grenzsteine, bezeichnet 1613 | weitere Bilder Fotos hochladen |